# Скретч-карта
Скретч-карта (англ. scratch card) — карта из картона или пластика с нанесённой на ней (под защитным непрозрачным и стирающимся слоем) некой секретной информацией.

## Стандарты
Своё название карта получила от английского слова «scratch», что означает «царапать». Такое название вполне обосновано. В процессе изготовления на карту наносят секретный код, рисунок или слово, которое потом покрывается защитным слоем. Для того, чтобы узнать секретную информацию, защитный слой нужно сцарапать с поверхности карты.

## Применение
Обычным употреблением скретч-карт является хранение кодов доступа к предоплаченным услугам (например фиксированной/сотовой/IP-телефонии, интернет-подключения и др. типов связи), а также карточки мгновенной лотереи. Секретная информация (например PIN-код) хранится на скретч-карте до тех пор, пока защитный слой на ней не будет вручную удалён стиранием либо повреждён случайно.
Кроме того, скретч-карты используются в системах онлайн-банкинга в качестве карты переменных кодов.
Сегодня такие карты всё чаще применяются в рекламных целях для проведения мини-лотерей во время презентаций или других промоакций.

## Недостатки
Такие карты уязвимы против устройств, способных «просвечивать» материалы, из которых создается защитный слой. Кроме всего прочего, при низком качестве печати либо материала самой карточки возможно повреждение скрываемой информации при стирании защитного слоя.